# バカ政ホラ政トッパ政
バカ政ホラ政トッパ政（バカまさホラまさトッパまさ）は、1976年（昭和51年）10月1日に東映系で公開された日本映画。90分。
東映は宣伝時「バカ政ホラ政トッパ政（バカまさホラまさトッパまさ）」で統一しているが、本編タイトルは「バカ政・ホラ政・トッパ政（バカまさ・ホラまさ・トッパまさ）」になっている。中島貞夫監督は「主人公のバカ政は実在の人物をモデルにした」と話している。

## あらすじ
時は1960年、舞台は東京。城政会傘下にある銀座興業の幹部、通称バカ政こと橋本政人（菅原文太）が関西ヤクザの大物を刺殺した3年の刑期を終えて銀座へ戻ってくる。
組が麻薬のガセネタをつかまされたため音楽屋達を取仕切るブローカー笠井政之助ことトッパ政（ケーシー高峰）に喧嘩を吹っ掛けるも勝負は互角、トッパ政自身も騙されていたことが分かった。日雇いを抱えるトッパ政のあだ名は当日払いを「トッパライ」ということから。
トッパ政を騙したバンドマンを大学生パーティで発見、会場を取り仕切る詐欺常習犯の上原政夫こと通称ホラ政（中山仁）が現れた。ホラ政はバカ政に決闘を申し込みのされるが男気に惚れる。いつしか三人は厚い友情に結ばれて、五分の盃を交わす。銀座の三政が誕生。
三人は他組織の進出を退け銀座に太陽カンパニーを設立した。三人の勢いを快く思わない野口信年（中丸忠雄）はこれを邪魔し銀座興業と対立する。利権絡みで仲裁に入った城政会理事の田所英毅（成田三樹夫）の裏をかき抗争が発展、バカ政は田所を刺殺する。
バカ政が情婦の恵子（倍賞美津子）にそっとエンゲージリングを送り葬儀場へ乗り込んで行きハチの巣にされる。

## キャスト
- 橋本政人（バカ政）:菅原文太

- 恵子:倍賞美津子

- 上原政夫（ホラ政）:中山仁
- 笠井政之助（トッパ政）:ケーシー高峰

- 小夜子:橘麻紀
- お藤:松井康子
- ラメールのママ:中原早苗

- 刑事A:川谷拓三
- 副社長:神田隆
- 取締役:川合伸旺
- ジョージ:奈辺悟
- 吉村隆作:遠藤太津朗
- 大場:汐路章
- 志田:川浪公次郎
- 裁判長:中村錦司
- 義友会：成瀬正孝
- 堀越:唐沢民賢
- 刑事B:野口貴史
- 杉町民男:林彰太郎
- インディアン竹:福本清三
- ピス達:松本泰郎
- 四郎:志茂山高也
- テツ:衣竜快次
- 朝鮮敏:広瀬義宣
- チャメ金:司裕介
- 山根:白井滋郎
- 中井:岩尾正隆
- 大倉欣吾:佐伯泰輔
- 刑事C:平沢彰
- 番頭:蓑和田良太
- 富田:秋山勝俊
- バンマス:丘路千
- 息子:青木卓司
- 福島:小田部通麿
- マネージャー:五十嵐義弘
- 城政会理事A:国一太郎
- 城政会理事B:高並功
- カミさん:丸平峰子
- ルミ子:清島智子
- 屋台の親父:鳴海剣吾
- バカ政の娘：田中政美
- 真弓:真鍋美保
- 義十：幸英二
- 次郎:細川ひろし
- 楽士:小坂和之
- 警官:鳥巣哲生
- 組員:桐島好夫
- 大河原宏:宮城幸生

- 城山由布子 (銀座)
- 古川潤子 (銀座クラブ「蝶」)
- ナンシー (銀座クラブ「花」)
- 夏紀 (銀座クラブ「姫」)
- ばっくすばにい

- フォリプス:ダウン・タウン・ブギウギ・バンド （友情出演）
- シャンソン歌手:美輪明宏 （友情出演）
- ローラー:プチ・シャトー・ローラ （友情出演）

- 野口信年:中丸忠雄
- メリケン明:峰岸徹

- 田所英毅:成田三樹夫

- 学者:伴淳三郎

以下ノンクレジット
- 藤井:志賀勝
- 子分:片桐竜次
- 秘書:有島淳平

## スタッフ
- 監督:中島貞夫
- 助監督:藤原敏之
- 脚本:笠原和夫、鳥居元宏、中島貞夫
- 企画:俊藤浩滋、日下部五朗、今川行雄
- 撮影:塚越堅二
- 音楽:広瀬健次郎
- 主題曲:「ある女の詩」美空ひばり
- 美術:井川徳道
- 編集:市田勇
- 録音:荒川輝彦
- スクリプター:都筑輝孝
- 照明:若木得二
- 製作進行:伊藤彰将
- ナレーター:諸口あきら
- ロールスロイス提供:東原利夫
- 協力:和泉株式会社ニュークラウン

## 製作
中島貞夫監督は「多忙の中、無理やりさせられた仕事」と述べている。

## 逸話
- 予告編のBGMには、『三池監獄 兇悪犯』と、『まむしの兄弟 刑務所暮し四年半』、『まむしの兄弟 恐喝三億円』、『狂走セックス族』、『日本暴力列島 京阪神殺しの軍団』、『神戸国際ギャング』の一部が使われている。